# Věra Sokolová
Věra Sokolová (* 1970) je česká historička a kulturní antropoložka, vysokoškolská pedagožka a vedoucí Katedry genderových studií na Fakultě humanitních studií Univerzity Karlovy v Praze. Působila též na Filozofické fakultě UK a externě na pražské FAMU. Od roku 2023 vykonává funkci děkanky Fakulty humanitních studií UK.
V roce 1994 vystudovala historii a kulturní antropologii na Kalifornské univerzitě v Sacramentu; magisterský titul a doktorát z historie získala na University of Washington v Seattlu v roce 1996, resp. 2002. Docentkou byla habilitována na Filozofické fakultě Univerzity Pardubice v roce 2013. V současné době pracuje na Katedře genderových studií FHS UK v Praze. Ve své výzkumné, pedagogické a publikační činnosti se specializuje na komparativní dějiny sexuality, feministickou a queer teorii, gay a lesbická studia, politiku identity a gender a vizualitu.
Od roku 1996 je vedoucí Study Abroad Programu středoevropských studií University of Washington v Praze. V letech 2003–2004 působila v redakčním týmu měsíčníku České televize LeGaTo, v letech 2004–2007 v redakční radě časopisu Lidé/Města. Od roku 2007 je členkou České asociace orální historie, od roku 2008 členkou redakční rady časopisu Gender, rovné příležitosti, výzkum. Od roku 2007 byla též členkou Pracovní skupiny pro otázky sexuálních menšin Ministryně pro lidská práva Džamily Stehlíkové u příležitosti Evropského roku rovných příležitostí pro všechny a od roku 2008 navazujícího Výboru pro sexuální menšiny Rady vlády pro lidská práva.
V březnu 2023 byla zvolena do funkce děkanky Fakulty humanitních studií Univerzity Karlovy. V tajné volbě ji podpořilo 13 z 15 členů fakultního akademického senátu. Její funkční období začalo 1. června 2023.

## Monografie a editované práce
- SOKOLOVÁ, Věra. Queer encounters with communist power: non-heterosexual lives and the state in Czechoslovakia, 1948-1989. Prague: Charles University: Karolinum Press, 2021. 250 s. Dostupné online. ISBN 978-80-246-4266-6. (anglicky)
- SOKOLOVÁ, Věra; UMLAND, Andreas. Cultural Politics of Ethnicity: Discourses on Roma in Communist Czechoslovakia. Stuttgart: ibidem-Verlag, 2008. 312 s. Dostupné online. ISBN 978-3-89821-864-1. (anglicky)
- In: SOKOLOVÁ, Věra; KOLÁŘOVÁ, Kateřina. Gender and Generation: Interdisciplinary Intersections and Perspectives. Praha: Litteraria Pragensia, 2007. ISBN 978-80-7308-184-3. (anglicky)